# België op de Olympische Winterspelen 1956
Tijdens de Olympische Winterspelen van 1956 die in Cortina d'Ampezzo werden gehouden nam België voor de zevende keer deel.
België werd op deze editie vertegenwoordigd door de kleinste afvaardiging op zeven deelnames, vier mannen namen deel in het alpineskiën, bobsleeën, en schaatsen.
De Belgische equipe behaalde deze editie geen medaille op de Winterspelen. België kwam derhalve niet voor in het medailleklassement.
De bobsleeër Marcel Leclef en de schaatser Pierre Huylebroeck namen na hun deelname in 1948 en 1952 voor de derde keer aan de Winterspelen deel. Voor de beide andere deelnemers, Denis Feron en Albert Casteleyns, was het hun tweede deelname aan de Winterspelen.

## Deelnemers en resultaten

### Alpineskiën
| Olympiër (deelname) | Discipline   | Klassering | Resultaat |
| ------------------- | ------------ | ---------- | --------- |
| Denis Feron (2)     | Afdaling     | 38e        | 4.16,6    |
| Denis Feron (2)     | Reuzenslalom | 70e        | 4.01,8    |
| Denis Feron (2)     | Slalom       | 46e        | 4.49,5    |

### Bobsleeën
| Olympiër (deelname)                     | Discipline         | Klassering | Resultaat                                                                   |
| --------------------------------------- | ------------------ | ---------- | --------------------------------------------------------------------------- |
| Marcel Leclef (3) Albert Casteleyns (2) | 2-mansbob België I | 13e        | run 1: 1.27,30 run 2: 1.25,93 run 3: 1.25,60 run 4: 1.25,98 totaal: 5.44,81 |

### Schaatsen
| Olympiër (deelname)    | Discipline | Klassering | Resultaat      |
| ---------------------- | ---------- | ---------- | -------------- |
| Pierre Huylebroeck (3) | 5000m      | DNF        | niet gefinisht |

Australië · België · Bolivia · Bulgarije · Canada · Chili · Duits eenheidsteam · Finland · Frankrijk · Griekenland · Groot-Brittannië · Hongarije · IJsland · Iran · Italië · Japan · Joegoslavië · Libanon · Liechtenstein · Nederland · Noorwegen · Oostenrijk · Polen · Roemenië ·  Sovjet-Unie · Spanje · Tsjecho-Slowakije · Turkije · Verenigde Staten · Zuid-Korea · Zweden · Zwitserland